# Tekija, Kladovo
Tekija (izvirno srbsko Текија) je naselje v Srbiji, ki upravno spada pod Občino Kladovo; slednja pa je del Borskega upravnega okraja.

## Demografija
V naselju živi 799 polnoletnih prebivalcev, pri čemer je njihova povprečna starost 42,3 let (39,8 pri moških in 45,0 pri ženskah). Naselje ima 325 gospodinjstev, pri čemer je povprečno število članov na gospodinjstvo 2,98.
To naselje je, glede na rezultate popisa iz leta 2002, večinoma srbsko.
|  |

| Demografija | Demografija     | Demografija     |
| Leto        | Št. prebivalcev | Št. prebivalcev |
| ----------- | --------------- | --------------- |
|             |                 |                 |
|             |                 |                 |
|             |                 |                 |
|             |                 |                 |
| 1948        | 1385            |                 |
| 1953        | 1477            |                 |
| 1961        | 1635            |                 |
| 1971        | 1342            |                 |
| 1981        | 1231            |                 |
| 1991        | 1129            | 1116            |
| 2002        | 997             | 967             |
|             |                 |                 |

| Etnična sestava po popisu iz leta 2002 | Etnična sestava po popisu iz leta 2002 | Etnična sestava po popisu iz leta 2002 | Etnična sestava po popisu iz leta 2002 | Etnična sestava po popisu iz leta 2002 |
| -------------------------------------- | -------------------------------------- | -------------------------------------- | -------------------------------------- | -------------------------------------- |
| Srbi                                   | Srbi                                   |                                        | 946                                    | 97,82%                                 |
| Črnogorci                              | Črnogorci                              |                                        | 4                                      | 0,41%                                  |
| Hrvati                                 | Hrvati                                 |                                        | 4                                      | 0,41%                                  |
| Slovenci                               | Slovenci                               |                                        | 2                                      | 0,20%                                  |
| Romuni                                 | Romuni                                 |                                        | 2                                      | 0,20%                                  |
| Makedonci                              | Makedonci                              |                                        | 2                                      | 0,20%                                  |
| Slovaki                                | Slovaki                                |                                        | 1                                      | 0,10%                                  |
| Muslimani                              | Muslimani                              |                                        | 1                                      | 0,10%                                  |
| Neznano                                | Neznano                                |                                        | 4                                      | 0,41%                                  |